# Carl Koppehel
Carl Koppehel (Berlin, 1890. november 16. – ?, 1975. június 28.) német nemzetközi labdarúgó-játékvezető.

## Pályafutása

### Nemzeti játékvezetés
Korára jellemzően labdarúgóként kezdte, majd szabályismeretének köszönhetően egyre többször kérték fel mérkőzés vezetésére. Sportvezetőinek javaslatára lett országos játékvezetője. Az aktív nemzeti játékvezetéstől 1935-ben vonult vissza. A második világháborút követően a helyi felkéréseknek eleget téve vezetett mérkőzéseket.
| Időpont         | Helyszín                             | Mérkőzés típusa        | Mérkőzés                               | Eredmény | Nézők száma |
| --------------- | ------------------------------------ | ---------------------- | -------------------------------------- | -------- | ----------- |
| 1917.           | Nemzeti Stadion,                     | első mérkőzése         | Észak-Németország–Központi Németország |          |             |
| 1922. május 21. | Telegrafenkaserne Stadion, Karlsruhe | egyik bajnoki elődöntő | FC Wacker München–TG Arminia Bielefeld | 5 : 0    | 10 000      |

#### Nemzetközi játékvezetés
A Német labdarúgó-szövetség (DFB) Játékvezető Bizottsága (JB) terjesztette fel nemzetközi játékvezetőnek, a Nemzetközi Labdarúgó-szövetség (FIFA) 1921-től tartotta nyilván bírói keretében. Több nemzetek közötti válogatott és klubmérkőzést vezetett. Az aktív nemzetközi játékvezetéstől 1923-ban búcsúzott. Válogatott mérkőzéseinek száma:3.

## Sportvezetőként
A Weimari köztársaság ideje alatt a labdarúgás területén különböző sportvezetői beosztásokat látott el. A FIFA Játékvezető Bizottságának (JB) keretében szabályismertető, oktató. A szabályok pápájának is nevezték, szabálymagyarázatai irányadók voltak, nemcsak hazájában, de a nemzetközi fórumok is többször magukévá tették.

## Írásai
A német Schiedsrichter Zeitung főszerkesztője volt. Több, a labdarúgással foglalkozó könyv szerzője. Írásainak stílusa a Harmadik Birodalom felfogása szerint készültek. Írásai a német labdarúgás történetével foglalkozott, évkönyveket állított össze. Werner Treichel nemzetközi játékvezető társával 1958-ban kiadtak egy szabálykönyvet, ami 9 kiadást élt meg.

## Magyar vonatkozás
| Időpont            | Helyszín                    | Mérkőzés típusa         | Mérkőzés              | Eredmény | Nézők száma |
| ------------------ | --------------------------- | ----------------------- | --------------------- | -------- | ----------- |
| 1922. november 26. | Üllői úti Stadion, Budapest | 88. válogatott mérkőzés | Magyarország–Ausztria | 1 : 2    | 30 000      |

## Külső hivatkozások
- Carl Koppehel. World Referee. (Hozzáférés: 2012. május 13.)[halott link]
- Carl Koppehel. eu-football.info. (Hozzáférés: 2012. május 13.)
- Carl Koppehel. weltfussball.de. (Hozzáférés: 2012. május 13.)